# Östra Grevie
Östra Grevie è un'area urbana della Svezia situata nel comune di Vellinge, contea di Scania.
La popolazione rilevata nel censimento 2010 era di 598 abitanti .